# Edoardo Ravazza
Edoardo Ravazza (Mombercelli, 1863 – Mombercelli, 1925) è stato un generale italiano, particolarmente distintosi nella prima guerra mondiale. Decorato con due medaglie d’argento al valor militare e con la croce di ufficiale dell'Ordine militare di Savoia, fu comandante del VII Corpo d'armata durante i giorni della Marcia su Roma.

## Biografia
Nacque a Mombercelli (provincia di Asti) nel 1863 intraprendendo poi una brillante carriera militare nel Regio Esercito che lo portò a divenire Generale di corpo d'armata.
Dal 1904 al 1908 fu Aiutante di campo di S.M. il Re Vittorio Emanuele III. Promosso colonnello nel 1911, assunse il comandò del 61° Reggimento fanteria. Elevato al rango di maggiore generale nel 1915, allo scoppio delle ostilità con l’Impero austro-ungarico assunse il comando della Brigata "Pinerolo" alla testa della quale si distinse sul Monte Sei Busi (nel Carso), e venendo decorato con la Medaglia d’argento al valor militare. Divenuto comandante della 10ª Divisione verso la fine del 1915 poi della 33ª, nel 1916 fu promosso tenente generale e decorato con la Croce di Ufficiale dell’Ordine militare di Savoia. Nel 1917 comandò dapprima la 44ª Divisione sul Monte Pasubio, e poi il X Corpo d'armata e quindi il XXV durante la battaglia di Vittorio Veneto. Finita la guerra comandò il Corpo d’armata di Bologna nel periodo della Strage di Palazzo d'Accursio, e poi quello di Roma (VII).
Durante la crisi determinata dalla marcia su Roma si trovava in ferie, ma ritornò al suo Quartier generale il 28 ottobre 1922, abrogando subito le disposizioni militari messe in atto dal generale Emanuele Pugliese, comandante della 16ª Divisione, al fine di impedire l’accesso alla Capitale delle colonne fasciste.
Spentosi a Mombercelli nel 1925, venne insignito postumo del titolo di Commendatore dell’Ordine dei Santi Maurizio e Lazzaro.
Nel 1921 progettò e fece costruire il monumento ai caduti che sorge nella piazza principale di Mombercelli.

### Periodici
- Meir Michaelis, Il Generale Pugliese e la difesa di Roma, in La Rassegna Mensile di Israel, terza serie, Vol. 28, No. 6/7 (Giugno-Luglio 1962), pp. 262–283